# Prigione di McGehee
L'ex Prigione di McGehee (in inglese McGehee City Jail) è una piccola, storica, costruzione sita a McGehee, in Arkansas. Eretto nel 1908, l'edificio era adibito a prigione cittadina fino al 1935. L'ex prigione, il cui tetto è in calcestruzzo, è composta da tre celle, ognuna con un ingresso separato. Tutti gli ingressi sono coperti da pesanti barre metalliche, e le porte sono in metallo pieno. Benché l'edificio sia in disuso dal 1935, è sopravvissuto alla prigione che venne costruita per rimpiazzarlo.
L'edificio è stato inserito nel National Register of Historic Places nel 2011.